# Platybelone argalus
Platybelone argalus – gatunek ryby z rodziny belonowatych (Belonidae), jedyny przedstawiciel rodzaju Platybelone.